# August Furuhjelm
August Furuhjelm (ur. 17 października 1883 w Sandomierzu, zm. 13 marca 1962 w Olsztynie) – polski architekt pochodzenia fińskiego. 

## Życiorys
Wywodził się z pochodzącej z Finlandii rodziny szlacheckiej o szwedzkim rodowodzie. Syn Ryszarda. Ukończył Szkołę Realną w Warszawie, następnie w latach 1905–1909 studiował na Wydziale Inżynieryjnym Politechniki Ryskiej. Architekt powiatowy w Łodzi w latach 1910–1912. Od 1912 prowadził prywatną praktykę architektoniczną. Autor budynków w stylu secesyjnym, np. Esplanada w Łodzi, Kamienica Abrahama Dudaka. W latach 30. kierownik referatu Wydziału Powiatowego w Warszawie.

## Ordery i odznaczenia
- Srebrny Krzyż Zasługi (3 czerwca 1937)[2]